# Edward Csató

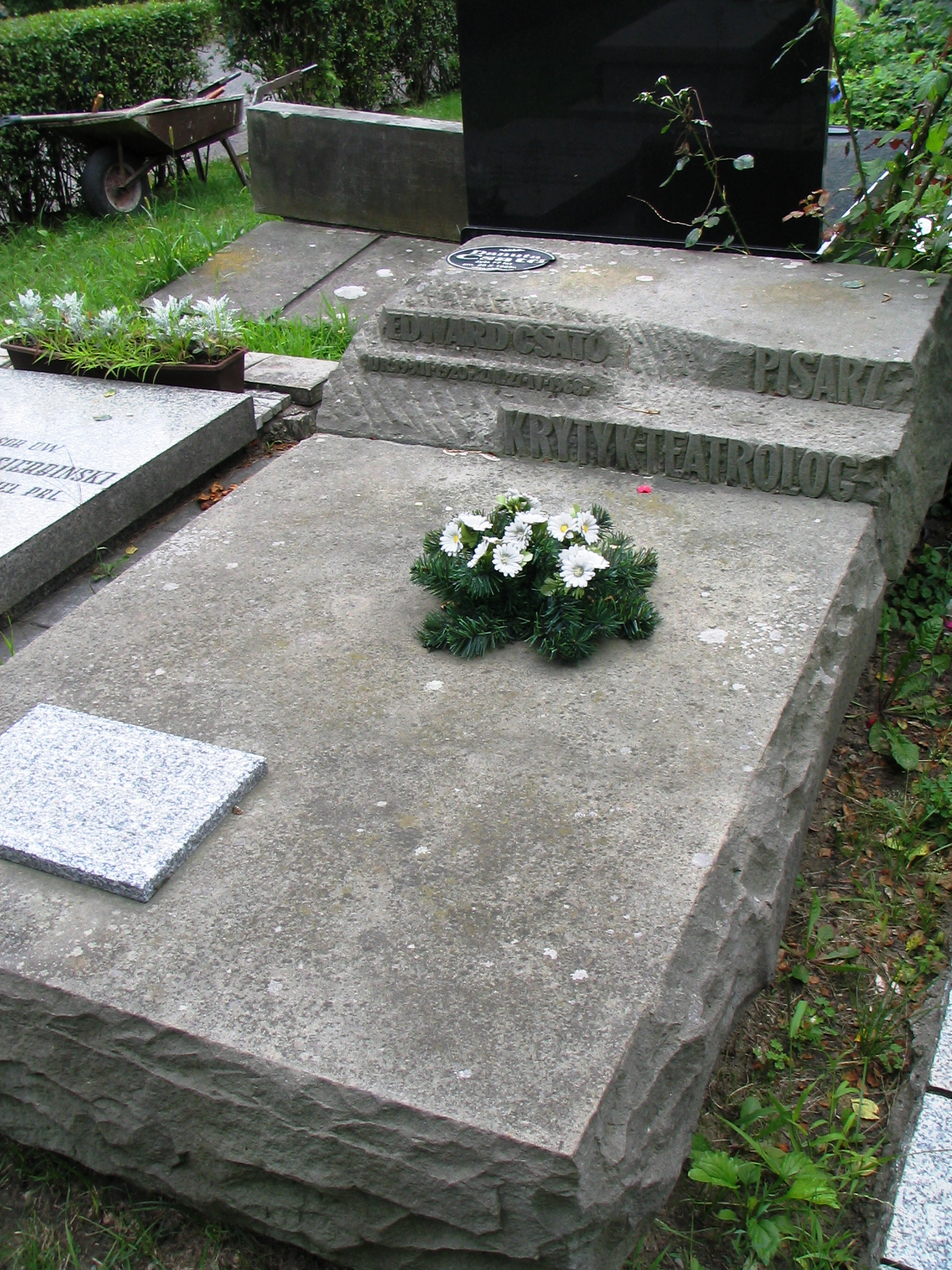
Grób Edwarda Csató na cmentarzu Wojskowym na Powązkach, 23 lipca 2008

Edward Csató (ur. 19 grudnia 1915 w Olszanicy, zm. 27 kwietnia 1968 w Warszawie) – polski eseista, krytyk i historyk teatru. 

## Życiorys
Syn Józefa. W 1933 roku ukończył IV Państwowe Gimnazjum we Lwowie. Po maturze w 1937 podjął studia na Uniwersytecie Jana Kazimierza we Lwowie, które po wybuchu wojny kontynuował na tajnym Uniwersytecie Stefana Batorego w Wilnie. Debiutował na łamach tygodnika „Sygnały” we Lwowie jako krytyk literacki. Brał udział w kampanii wrześniowej 1939 roku. W latach 1942–1944 był żołnierzem AK. Pracował jako inspektor w Miejskim Wydziale Oświaty oraz kancelista w warsztatach kolejowych w Wilnie. W latach 1945–1947 przebywał w Łodzi, gdzie był publicystą „Robotnika” i „Dziennika Łódzkiego”.
Tuż po wojnie w Łodzi uczęszczał na wykłady Leona Schillera. Był też słuchaczem w katedrze estetyki kierowanej przez prof. Stefana Morawskiego na Uniwersytecie Warszawskim.
W latach 1947–1948 był redaktorem tygodnika „Nowiny Literackie”. Był twórcą i redaktorem naczelnym (w latach 1952–1968) dwutygodnika „Teatr”. Namówił do publikowania w tym piśmie praktyków sceny, np. Erwina Axera, czy Jerzego Kreczmara. Był współtwórcą i redaktorem naczelnym Almanachu Sceny Polskiej.
W latach 1949–1952 oraz 1958–1962 był wykładowcą warszawskiej PWST W 1962 roku uzyskał na Uniwersytecie Mikołaja Kopernika w Toruniu stopień doktora. Tematem rozprawy doktorskiej były Szkice o dramatach Słowackiego, a promotorem Bronisław Nadolski. W tym samym roku podjął pracę na tej uczelni. W 1966 roku opublikował pracę Leon Schiller, twórca monumentalnego teatru polskiego, która wraz z monografią Leon Schiller miały być podstawą habilitacji, która nie doszła do skutku ze względu na śmierć autora.
Pełnił funkcję sekretarza Polskiego Ośrodka Międzynarodowego Instytutu Teatralnego. Był autorem wielu książek o teatrze. Przełożył i opracował Ifigenię w Taurydzie Johanna Wolfganga Goethego (1965).
Zmarł w Warszawie, pochowany na Cmentarzu Wojskowym na Powązkach (kwatera 32A-2-2).

## Publikacje
- Csató E., Sartre'owskie piekło samotności, „Nowiny Literackie” 1947, nr 33.
- Csató E., Jak patrzeć na teatr, Instytut Wydawniczy „Sztuka”, Warszawa 1949, s. 79.
- Csató E., Bogusławski na scenach Polski Ludowej, „Pamiętnik Teatralny” 1954, z. 3–4.
- Csató E., O niektórych powojennych inscenizacjach Schillerowskich, „Pamiętnik Teatralny” 1955, z. 3–4.
- Csató E., Dwie strony rampy, Wydawnictwo „Czytelnik”, Warszawa 1956.
- Csató E., Widz w teatrze [poszerzona wersja książki Jak patrzeć na teatr], Warszawa 1958.
- Csató E., O Prometeuszu i ciuchach, Wydawnictwo „Czytelnik”, Warszawa 1959.
- Csató E., Szkice o dramatach Słowackiego. Maria Stuart, Balladyna, Beatryx Cenci, Fantazy, PIW, Warszawa 1960, s. 286.
- Csató E., Leon Schiller twórca monumentalnego teatru, CPARA, Warszawa 1966, s. 202.
- Csató E., Polski teatr współczesny pierwszej połowy XX wieku, Wydawnictwo „Polonia”, 1967, s. 194.
- Csató E., Leon Schiller, PIW, Warszawa 1968.
- Csató E., Kreczmar Jerzy, Paradoks o reżyserze, Wydawnictwa Artystyczne i Filmowe, Warszawa 1970, s. 297.
- Csató E., Interpretacje. Recenzje teatralne 1945–1964, PIW, Warszawa 1979, s. 505.

## Ordery i odznaczenia
- Złoty Krzyż Zasługi (15 lipca 1954)[1]
- Medal 10-lecia Polski Ludowej (19 stycznia 1955)[4]